# Fira de Barcelona

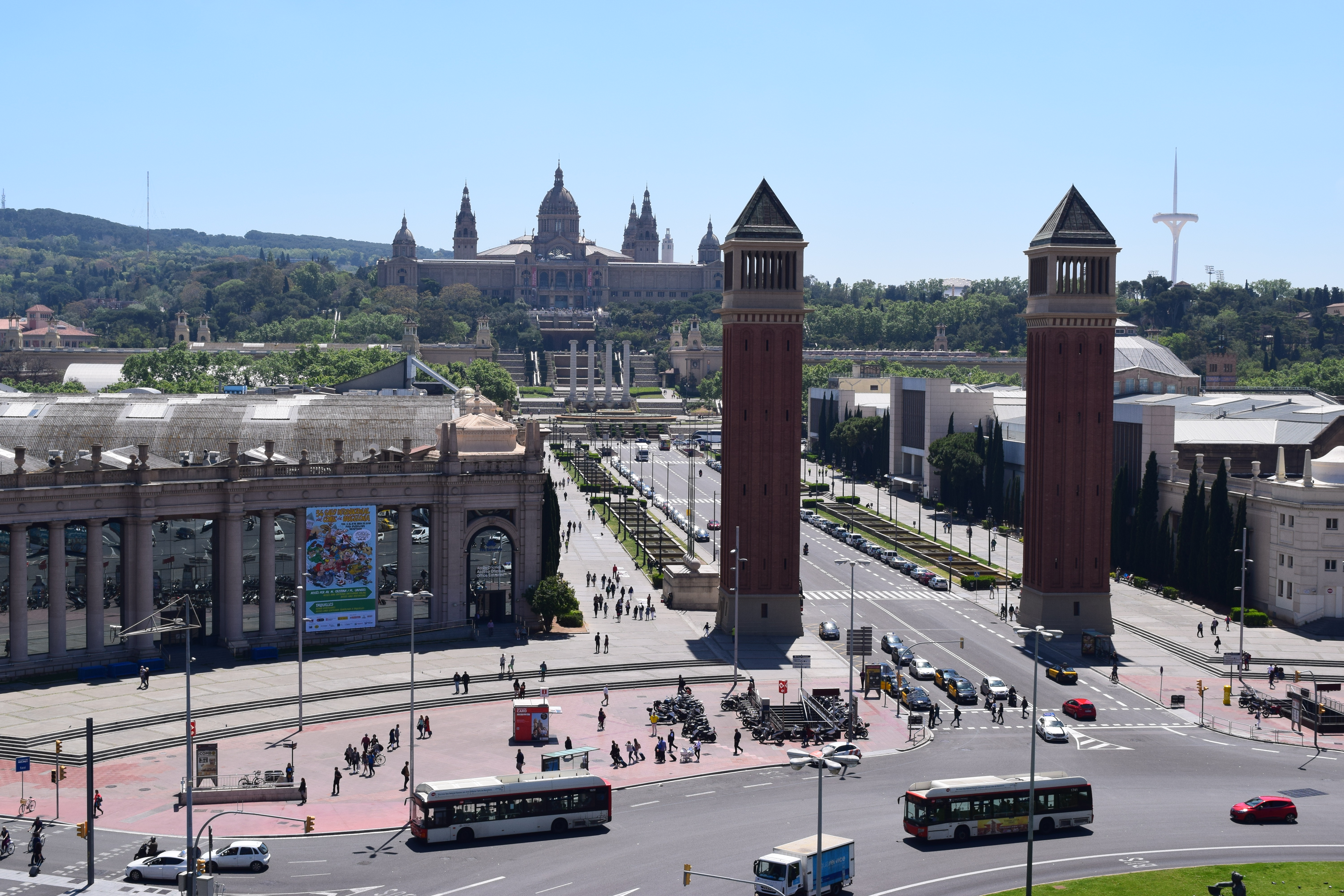
El recinte de Montjuïc durant la celebració del Saló del Còmic

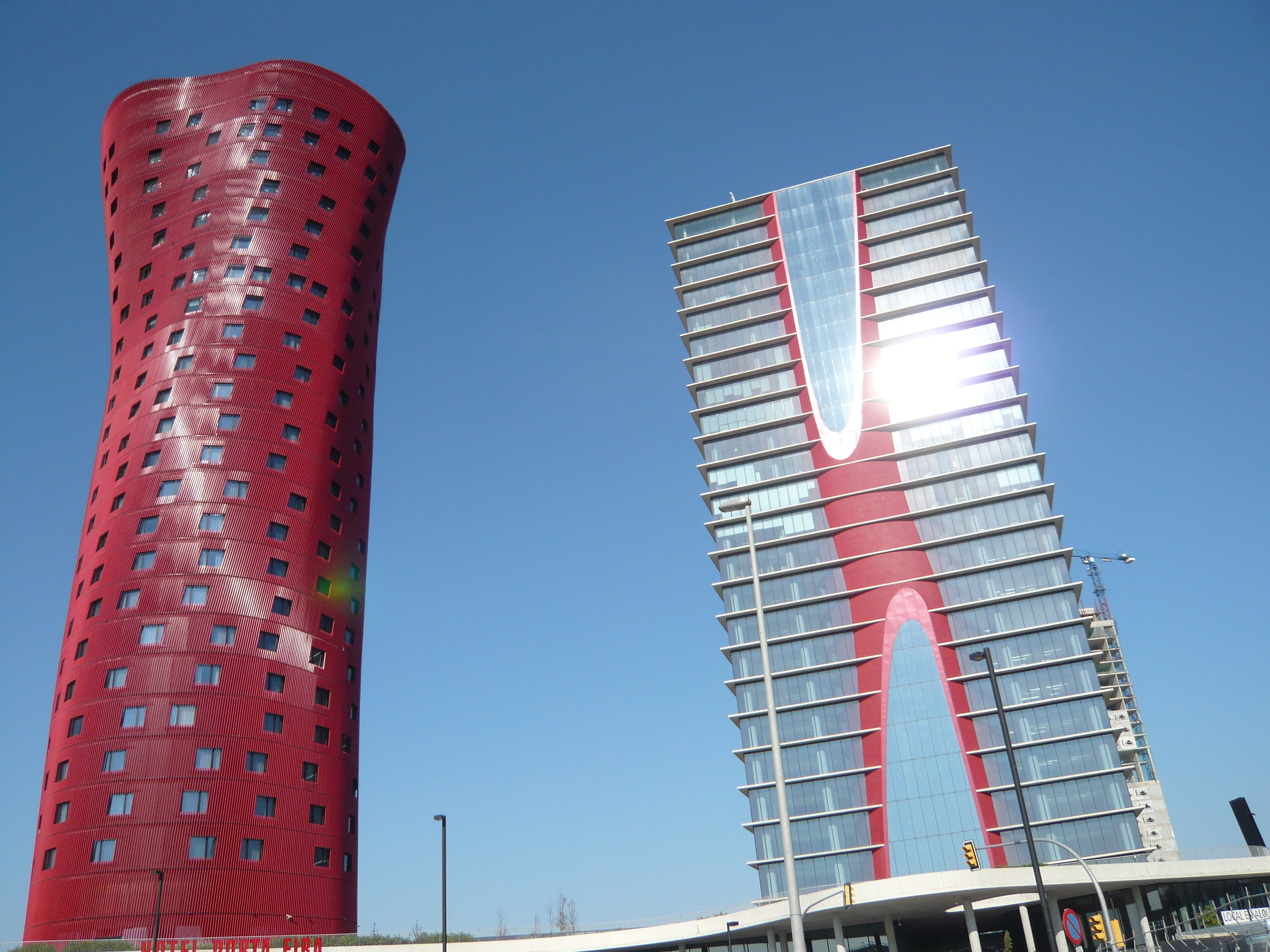
Torres de l'arquitecte Toyo Ito davant del recinte de Gran Via, a la Plaça d'Europa (l'Hospitalet de Llobregat)

Fira de Barcelona és la institució firal de Barcelona i una de les més importants d'Europa. Cada any organitza i acull més de 270 salons, congressos i esdeveniments corporatius de periodicitat diversa que reuneixen 30.000 empreses (directes i representades) i reben més de tres milions de visitants de 200 països. La seva aportació anual a l'economia de la ciutat i el seu entorn s'estima en més de 4.700 milions d'euros i 35.000 llocs de treball  i la seva activitat, a més, genera valor social i públic, segons un estudi de l'escola de negocis ESADE. Des del desembre de 2015 el seu director és Constantí Serrallonga.

## Història
Fira té els seus orígens en l'Exposició Universal de 1888, amb motiu de la qual es va construir el recinte firal del Parc de la Ciutadella.
La primera Fira de Mostres de Barcelona pròpiament dita se celebrà l'octubre de 1920 al Palau de les Belles Arts del parc de la Ciutadella. Es dugué a terme cada any fins al 1925. Amb motiu de la inauguració de l'Exposició Internacional de 1929, la celebració d'esdeveniments firals es va traslladar a les noves instal·lacions creades a Montjuïc, espai on es va desenvolupar aquest esdeveniment mundial.
Posteriorment, el 1933 s'inicià una nova etapa que es va interrompre amb l'esclat de la Guerra Civil el 1936. Fou el 1942 quan, amb el nom de Fira Oficial i Internacional de Mostres de Barcelona, emprengué una nova època que ha anat evolucionant fins avui dia segons les necessitats del mercat.
L'any 1932 es va constituir oficialment la societat Fira Internacional de Barcelona, declarada d'utilitat pública, i l'any 2000 la Generalitat de Catalunya es va incorporar als òrgans de govern, amb l'Ajuntament de Barcelona i la Cambra de Comerç de Barcelona. El 2010 va revisar el seu pla estratègic, sota la denominació de "nova proposta de valor", per avançar-se a les exigències del mercat basant-se a reforçar el posicionament dels salons, potenciar la innovació i el coneixement i donar un nou impuls al negoci internacional.
El consorci va tenir el 2013 uns beneficis abans d'impostos de 10 milions d'euros.
Des de 2004 fins 2015 Agustín Cordón va dirigir Fira de Barcelona, sent succeït en el càrrec per Constantí Serrallonga.

## Recintes: Montjuïc i Gran Via
Fira de Barcelona disposa de 500.000 m² bruts de superfície d'exposició, una de les més grans del món, repartida en tres grans recintes firals: Montjuïc, Gran Via i el Centre de Convencions Internacional de Barcelona (CCIB) des del novembre del 2021. Des de gener de 2025 gestiona també el Circuit de Barcelona-Catalunya, icona del motor, amb 250.000 m² .
- Montjuïc. Situat a l'avinguda de la Reina Maria Cristina i la plaça d'Espanya de Barcelona, disposa de 7 palaus.
  - Palau de Congressos de Barcelona. Situat al recinte de Montjuïc, a l'av. Reina Maria Cristina de Barcelona. Amb una superfície bruta expositiva de més de 5800 m², disposa d´un gran auditori i 11 sales de conferències independents amb una capacitat total per a prop de 2900 persones. En total té 153.000 m² interiors i 42 000 m² exteriors.
- Granvia, plaça d'Europa. Situat a l'av. Joan Carles I, 64 de l'Hospitalet de Llobregat, disposa de 8 pavellons. Va ser construït per l'arquitecte japonès Toyo Ito.
  - Centre de convencions Gran Via. És un espai totalment modular i versàtil amb capacitat per acollir entre 3000 i 12 000 assistents. El recinte de Gran Via, a més, disposa de diferents sales repartides pels pavellons.
  - Està prevista l'ampliació del recinte firal a una zona al costat oposat de l'avinguda de Joan Carles I amb un edifici amb dues torres de 70 metres. En total se sumaran uns 60.000 m² als 200.000 ja existents per a un total de 560.000 m². Les dues zones firals es connectaran amb una passarel·la. Les obres acabaran el 2025.
- Centre de Convencions Internacional de Barcelona (CCIB). Situat a la plaça Willy Brandt, a la zona de Diagonal Mar, aquest recinte té una àrea de 100.000 m².

## Salons i Congressos

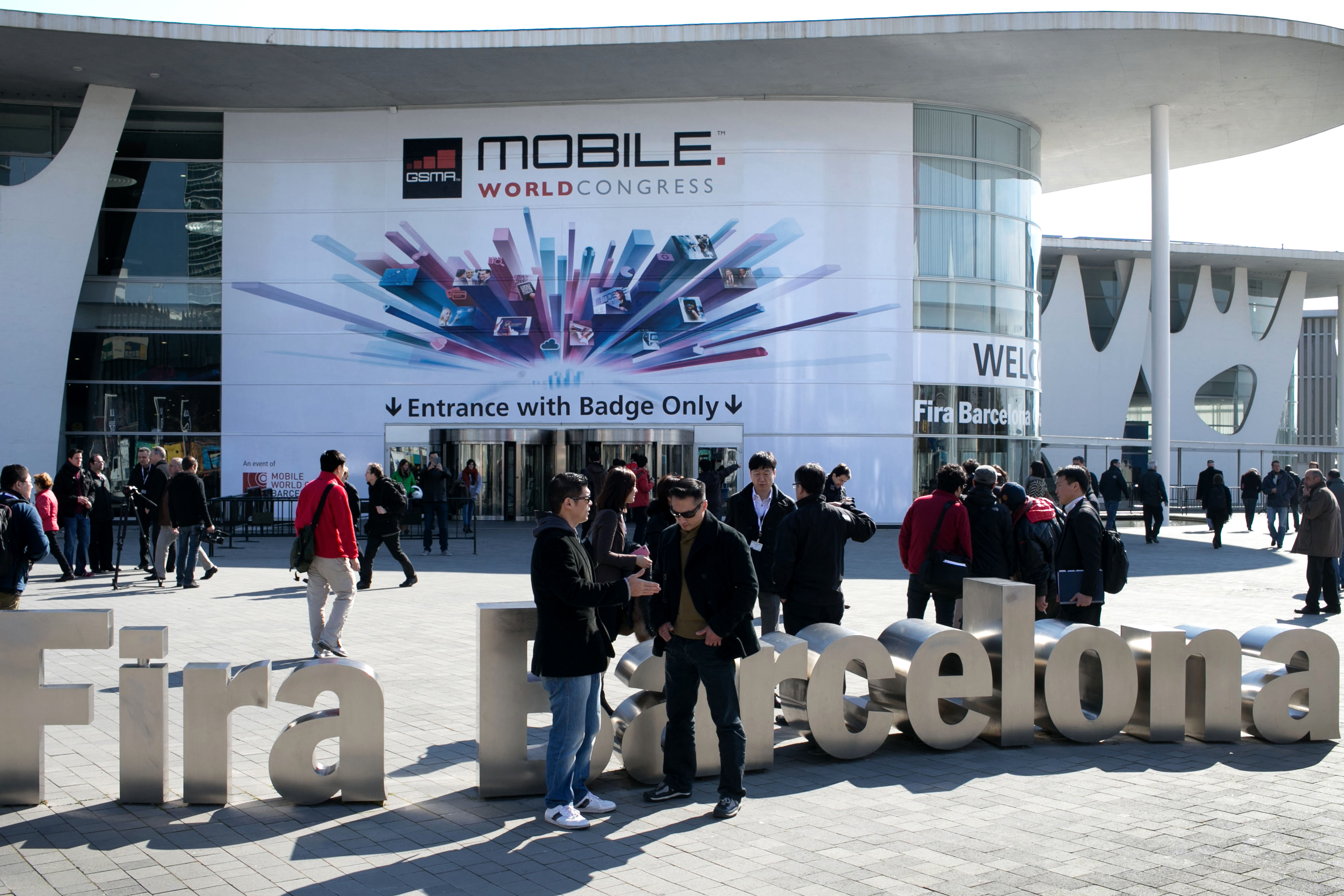
Recinte de Gran Via durant el Mobile World Congress

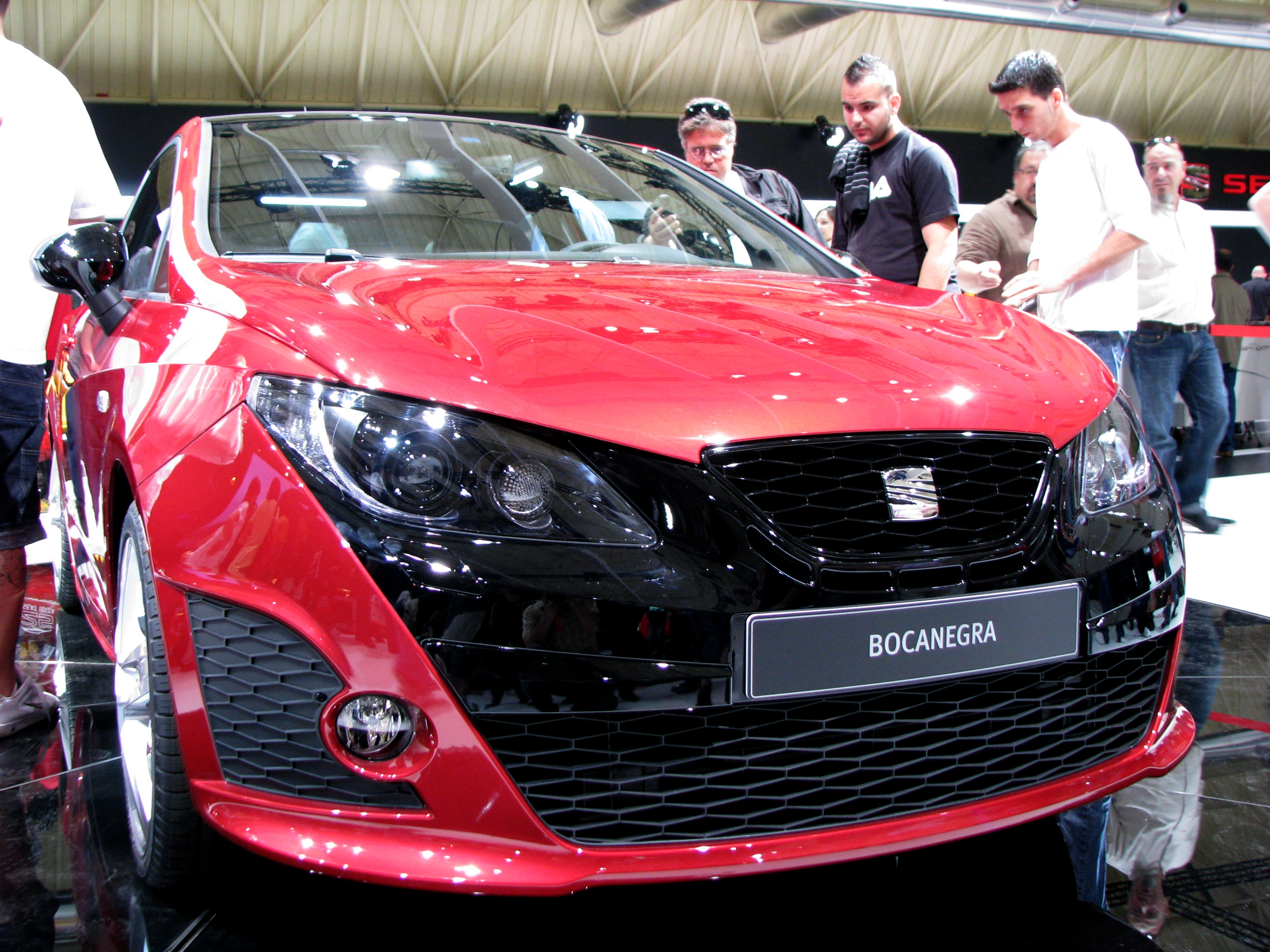
Un Seat Ibiza Bocanegra al Saló Internacional de l'Automòbil 2009

Alguns dels principals esdeveniments celebrats a Fira de Barcelona són: MWC Barcelona, ISE, Alimentaria & Hostelco, Hispack, Smart City Expo World Congress, Automobile, Ibtm World, Barcelona Bridal Fashion Week, Piscina&Wellness Barcelona, Saló Nàutic, Seafood Global Expo i Saló del Còmic, entre d'altres.
Fira de Barcelona, a més, acull esdeveniments de caràcter social, cultural i corporatiu, especialment de l'àmbit de la salut i la tecnologia com els congressos de Cardiologia, Respiratori, Gastroenteorologia i Cirurgia Refractària i Cataractes, així com les reunions de les multinacionals VM Ware, Microsoft, HP i SAP.
Fira de Barcelona treballa per desenvolupar noves oportunitats en el negoci exterior, potenciant la participació d'expositors de salons de Fira en certàmens d'altres països; replicar alguns salons que se celebren a Barcelona; i vendre serveis, tecnologia, gestió i assessorament a altres organitzadors i recintes.
| Esdeveniment                                                       | Ubicació         | Asistents        | Asistents                   |
| ------------------------------------------------------------------ | ---------------- | ---------------- | --------------------------- |
| Mobile World Congress (MWC)                                        | Gran Vía         | Any              | Any                         |
| Mobile World Congress (MWC)                                        | Gran Vía         | 109 000(2019)    | 60 000(2022)                |
| Saló del Manga                                                     | Montjuïc         | 150 000(2019)    | 122 000                     |
| Alimentaria                                                        | Gran Vía         | 150 000(2019)    |                             |
| Hostelco, Saló Internacional de l'equipamient per a la Restauració | Gran Vía         | 150 000(2019)    |                             |
| Saló Internacional de l'embalatge Hispack                          | Gran Vía         | 45 000           |                             |
| Saló Profesional de la Industria de Viajes de Negocios (IBTM)      | Gran Vía         | 15 000(2019)     |                             |
| Saló Internacional de la Piscina                                   | Gran Vía         | -                |                             |
| Construmat                                                         | Gran Vía         | 54 368           |                             |
| Expoquimia, Equiplast i Eurosurfas                                 | Gran Vía         | 35 000           | 15 000 (2021)               |
| Barcelona Bridal Fashion Week                                      | Montjuïc         | -                |                             |
| Graphispag                                                         | Gran Vía         | -                |                             |
| Automobile (Saló Internacional de l'Automòvil)                     | Montjuïc         | 800 000(2019)    | 300 000 (2021)              |
| Saló Nàutic Internacional                                          | Port Vell        | 57 000(2019)     | 51 236 (2021)               |
| Smart City Expo World Congress                                     | Gran Vía         | 20 489(2020)     |                             |
| Bizbarcelona                                                       | Montjuïc         | 11 635(2020)     |                             |
| Liber                                                              | Montjuïc         | 11 000           |                             |
| Barcelona Meeting Point                                            | Montjuïc         | 16 000(2020)     |                             |
| Saló Internacional de la Logística (SIL)                           | Montjuïc         | -                |                             |
| Saló Internacional del Turisme de Catalunya                        | Montjuïc         | 35 941 (2020)    | 10 000 (2021)               |
| Saló Internacional del Còmic                                       | Montjuïc         | 120 000 (2019)   |                             |
| Healthio                                                           | Montjuïc         | 4.800 (2021)     |                             |
| Saló de l'Ensenyament                                              | Gran Vía         | ± 100 000 (2019) |                             |
| Saló Internacional del Caravaning                                  | Montjuïc         | 50 000 (2019)    |                             |
| Seafood Expo                                                       | Gran Via         | 30 000 (2019)    |                             |
| Expominer                                                          | Montjuïc         | 11 742 (2019)    |                             |
| NiceOne Barcelona                                                  | Gran Vía         | 122 000 (2019)   |                             |
| Barcelona Wine Week                                                | Montjuïc         | 15 500 (2020)    |                             |
| BNEW (Barcelona New Economy Week)                                  | -                | 10 000(2020)     | 3 000 (12 137 online)(2021) |
| ISE (Integrated Sistems Event)                                     | (1-2 de juny)    | -                | 43 691 (2022)               |
| IAAPA (Fira per a la indústria de l'atracció d'Europa)             | (27-30 setembre) | -                | 8 500 (2021)                |
| Congrés Internacional del Transport Públic(novetat 2023)           | -                | -                |                             |

## Barcelona Mobile World Capital
El juliol del 2011, GSM Association, que representa els interessos de 800 operadores de telefonia mòbil de tot el món i de més de 200 empreses de l'ecosistema mòbil, va triar Barcelona com Mobile World Capital per al període 2012-2018.
Mobile World Capital Barcelona és una iniciativa per convertir la ciutat comtal en centre mundial permanent sobre comunicacions mòbils on les persones, empreses i institucions treballin conjuntament per aprofitar el potencial de les tecnologies mòbils com a element transformador de la vida quotidiana i creador de noves oportunitats de negoci. Està Impulsada pel Ministeri d'Indústria, Energia i Turisme, la Generalitat de Catalunya, l'Ajuntament de Barcelona, Fira de Barcelona i GSMA.

## Com arribar en transport públic
Recinte de Montjuïc
Metro
Línia 1. Estació "Espanya"
Línia 3. Estació "Espanya"
Bus
Línies D20, H12, V7, 9, 13, 27, 37, 50, 65, 79, 91, 109, 150 i 165
Tren
RENFE. Estació "Sants Estació"
Recinte de Gran Via, plaça d'Europa
Metro
Línia 9 Sud. Estació "Fira"
Bus
La línia 79 comunica Gran Via amb Montjuïc i altres zones de la ciutat
Tren
Ferrocarrils de la Generalitat de Catalunya (FGC). Servei directe entre les estacions de "Plaça Espanya" (recinte de Montjuïc) i "Europa/Fira" (recinte de Gran Via). Línies S8, S33, R6, R5 i S4.